# 레지 잭슨
레지널드 마르티네스 '레지' 잭슨(Reginald Martinez "Reggie" Jackson, 1946년 5월 18일 ~ )은 미국의 야구 선수이자 전 오클랜드 애슬레틱스 및 뉴욕 양키스, 캘리포니아 에인절스 선수이다. 3팀에서 활약한 그의 번호 9번(오클랜드 애슬레틱스)과 44번(뉴욕 양키스)은 영구 결번으로 지정되었다. 그는 가을잔치, 특히 월드시리즈에서 특히 강한 모습과 월드시리즈 통산 0.755의 높은 장타율을 기록했기에 Mr.October(10월의 사나이)라는 별명을 가지고있다.

## 생애

### 프로입단전
1946년 출생하여 고등학교시절부터 만능 스포츠맨으로 알려졌었다. 애리조나 주립 대학교에 입학한 이후로는 그는 대학시절, 야구와 풋볼에서 명성을 날려, TSN선정. 올해의 대학선수로까지 선정되었던 적이 있었다.
1966년 신인 드래프트에서 뉴욕 메츠행이 예상되었으나, 메츠가 레지 잭슨 대신에 젊은 포수를 1픽으로 선택함으로써 그는 당시 캔자스시티에 연고를 두고 있던 캔자스시티 어슬레틱스구단으로 드래프트 지명을 받았고, 캔자스시티 어슬레틱스 유니폼을 입고 메이저 리그 생활을 시작하게 되었다.

### 선수생활

#### 오클랜드 어슬레틱스 시절
1년간의 마이너리그 생활을 끝내고 팀이 캔자스시티에서 오클랜드로 연고이전하면서 1968년, 선수생활 첫 풀타임을 맞아 신인 첫해에 29개의 홈런을 때리면서 리그홈런 4위의 성적을 기록하여 장타력에서 엄청난 가능성을 보여주었다.
하지만 그는 문제점이 있었는데, 장타력에 중점을 둔 나머지 스윙이 커졌고, 결과적으로 삼진이 압도적으로 많게 되었다. 그의 첫 풀타임 신인때 성적이 29개 홈런, 장타율이 5할에 육박하였으나, 타율은 0.250 성적에 타율을 기록했으며, 사사구가 50개였던 반면 삼진수는 무려 171개를 기록했다. 마이너시절 조 디마지오로부터 개인적인 조언을 받았음에도 불구하고, 그의 삼진수는 전혀 줄어들 생각을 하지 않았다. 그가 첫데뷔했던 1967년부터 1972년까지 5년간 무려 734개의 삼진수로 아메리칸 리그에서 '가장 많은 삼진을 당한 타자'라는 기록을 올리게 되었다.
삼진을 유독많이 당했기에 '허점이 많은 타자'라는 인식도 있긴 했었지만, 그래도 그는 리그에서 손꼽히는 슬러거의 대표였다. 1969년에는 시즌 초부터 불뿜는 공격력을 발휘하여, 8월이 되기 전까지 무려 40개의 홈런을 기록하면서, 1961년, 로저 메리스가 기록한 단일시즌 최다 홈런기록, 61홈런을 8년 만에 경신하리라는 예측까지 나오고 있었다. 1969년에 올스타에 선정되면서 모든 언론 매스컴들과 팬들의 주목을 끌었지만, 잭슨은 이러한 관심이 큰 부담을 가졌는지 8월이 되면서부터 심한 슬럼프에 빠졌다. 남은 2달여간 단 7개의 홈런에 그치며 단일시즌 최다홈런 기록달성에 실패하고 말았다.
1969년 후반부터 시작된 장기간의 슬럼프는 좀처럼 끝나지 않았다. 1970년에는 시즌 대부분을 소화했음에도 23홈런과 66타점으로 기대에 못미쳤었고, 이러한 장기간 침체는 1971년 전반기까지 이어졌다. 하지만, 이해 올스타전을 계기로 조금씩 예전의 화끈한 모습을 회복한 그는 1973년 시즌에 슬럼프에서 완전히 탈출하여 32홈런,117타점의 성적으로 리그 MVP에 선정되었다. 또한 1971년 아메리칸 리그 챔피언쉽에서부터 가을만 되면 공격력이 폭발했던 잭슨은 뉴욕 메츠와의 월드시리즈에서 상대팀 투수 톰 시버를 무너뜨리면서, 월드시리즈에서 1개의 홈런과 6타점으로 월드시리즈 MVP를 거머쥐는 영광을 안게 되었다.

#### 볼티모어로 트레이드되다.
1974년 시즌 종료 후 팀 동료였던 캣피쉬 헌터(Catfish Hunter)로부터 시작된 FA가 제도가 시작되자, 오클랜드 어슬레틱스 팀 구단주였던 찰리 핀리(Charlie Finley)는 잭슨이 FA로 풀리게되는 1976년이 되기 전에 그의 연봉계약과 부담을 지우기 위해 그를 볼티모어 오리올스로 트레이드시켜 버렸다. 1976년 볼티모어에서 0.277타율에 27홈런, 91타점으로 활약했었다.

#### 양키스로 이적
1976년시즌이 끝나고, 이듬해 1977년, 뉴욕 양키스와 5년간 296만 달러의 조건으로 계약을 체결하였고 이때부터 자신의 화려한 선수생활을 피우게 되었다. 선구안비율이 1:4까지 치솟았던 그가 양키스로 이적하면서 1:2까지 낮아졌으며, 정규시즌에서 32개의 홈런과 110타점을 올려 팀이 월드시리즈에 진출하는데 큰 활약을 하였다.

가을잔치에서 캔자스시티 로열스와의 챔피언쉽에서는 부진을 보였지만, LA 다저스와의 월드시리즈에서는 180도 변신하여 양키 스타디움에서 벌어진 6차전에서 무려 3개의 홈런을 쳤다. 이 경기 활약으로 잭슨은 MR. Octover(10월의 사나이)라는 별명을 얻게 되었다.

그는 이 월드시리즈에서 총 4개의 홈런과 8타점으로 뉴욕 양키스팀을 15년 만에 우승시켰고, 그는 1973년때 이어서 다시 월드시리즈 MVP를 수상하게 되었다.
1980년에는 자신의 야구인생에 있어 첫 3할타율(.300)을 기록하며, 5년동안의 뉴욕 양키스 선수생활동안 144개의 홈런을 쏘아 올렸다.

#### 캘리포니아 에인절스로 이적
뉴욕에서 야구인생을 끝낼 거라는 예상과 달리, 그는 30대 중반의 나이로 접어든 1982년부터 에인절스 유니폼으로 갈아입고, 선수생활 마지막 야구인생을 준비하게 되었다. 그가 뉴욕 양키스를 떠난 이유는 평소에 이기적인 성격으로 팀원들과 구단주와의 사이가 좋지 못하였던 것이 큰 이유였다. 오클랜드 어슬레틱스 시절과 뉴욕 양키스 시절, 자신과 함께 했던 빌리 마틴 감독과도 사이가 좋지 못하였고, 또한 괴팍하기로 유명했던 양키스 구단주 조지 스타인브레너와는 더더욱 사이가 좋지 못 하였다.
에인절스에서 첫 시즌을 39개의 홈런을 기록하여 팀을 지구우승으로 이끌었고, 이후에도 20개 가까운 홈런을 기록하며, 40대를 바라보는 나이대에 여전히 식지 않는 장타력을 자랑하였다.

#### 친정팀 오클랜드로 복귀. 은퇴
41살이 되자 1987년, 자신의 친정팀인 오클랜드 어슬레틱스로 복귀하여 그해를 마지막으로 21년간의 메이저 리그 선수생활을 마감했다.

### 은퇴이후
1993년, 명예의 전당 투표에서 93.62%의 높은 득표율로 명예의 전당에 헌액되는 영예를 얻게 되었다. 은퇴 이후, 그는 가끔씩 훈련장에 모습을 드러내면서 뉴욕 양키스선수들을 가르치고 있다.

## 평가
선수생활 21시즌중 18차례나 3자리수 넘는 압도적인 삼진을 당하였고, 통산 2597개의 삼진으로 역대최다기록 보유자라는 불명예기록과 선수시절, 그의 이기적인 행동으로 코치와 구단주로부터 불화와 비판을 받아왔지만, 통산 563홈런, 1702타점을 기록하였고, 월드시리즈 통산 10홈런,24타점,타율.357,장타율.755의 활약때문에 많은 MLB팬들은 그가 큰 경기때마다 화끈하게 한방을 터뜨려주는 최고의 선수로 기억하고 있다.

## 일화

### 10월의 사나이
레지 잭슨은 1977년, 양키 스타디움에서 벌어진 월드 시리즈 6차전에서 LA 다저스 상대로 무려 홈런 3방을 때려 이때부터 '10월의 사나이'라고 불렸고, 가을잔치에 특히 강한 인상을 활약했었기에 그의 상징적인 별명이다. 지금현재도 그는 '10월의 사나이'라고 불리고 있다.

## 연도별 타격 성적
| 연 도           | 소 속           | 나 이           | 출 장 | 타 석 | 타 수 | 득 점 | 안 타 | 2 루 타 | 3 루 타 | 홈 런 | 타 점 | 도 루 | 도 실 | 볼 넷 | 삼 진 | 타 율 | 출 루 율 | 장 타 율 | O P S | 루 타 | 병 살 타 | 몸 맞 | 희 타 | 희 플 | 고 4 |
| --------------- | --------------- | --------------- | ----- | ----- | ----- | ----- | ----- | ------- | ------- | ----- | ----- | ----- | ----- | ----- | ----- | ----- | -------- | -------- | ----- | ----- | -------- | ----- | ----- | ----- | ---- |
| 1967            | KCA             | 21              | 35    | 135   | 118   | 13    | 21    | 4       | 4       | 1     | 6     | 1     | 1     | 10    | 46    | .178  | .269     | .305     | .574  | 36    | 1        | 5     | 1     | 1     | 0    |
| 1968            | OAK             | 22              | 154   | 614   | 553   | 82    | 138   | 13      | 6       | 29    | 74    | 14    | 4     | 50    | 171   | .250  | .316     | .452     | .768  | 250   | 3        | 5     | 4     | 2     | 5    |
| 1969            | OAK             | 23              | 152   | 678   | 549   | 123   | 151   | 36      | 3       | 47    | 118   | 13    | 5     | 114   | 142   | .275  | .410     | .608     | 1.018 | 334   | 8        | 12    | 1     | 1     | 20   |
| 1970            | OAK             | 24              | 149   | 514   | 426   | 57    | 101   | 21      | 2       | 23    | 66    | 26    | 17    | 75    | 135   | .237  | .359     | .458     | .817  | 195   | 10       | 8     | 2     | 3     | 11   |
| 1971            | OAK             | 25              | 150   | 642   | 567   | 87    | 157   | 29      | 3       | 32    | 80    | 16    | 10    | 63    | 161   | .277  | .352     | .508     | .860  | 288   | 7        | 6     | 0     | 6     | 5    |
| 1972            | OAK             | 26              | 135   | 573   | 499   | 72    | 132   | 25      | 2       | 25    | 75    | 9     | 8     | 59    | 125   | .265  | .350     | .473     | .823  | 236   | 5        | 8     | 4     | 2     | 7    |
| 1973            | OAK             | 27              | 151   | 629   | 539   | 99    | 158   | 28      | 2       | 32    | 117   | 22    | 8     | 76    | 111   | .293  | .383     | .531     | .914  | 286   | 13       | 7     | 0     | 7     | 11   |
| 1974            | OAK             | 28              | 148   | 604   | 506   | 90    | 146   | 25      | 1       | 29    | 93    | 25    | 5     | 86    | 105   | .289  | .391     | .514     | .905  | 260   | 8        | 4     | 0     | 8     | 20   |
| 1975            | OAK             | 29              | 157   | 669   | 593   | 91    | 150   | 39      | 3       | 36    | 104   | 17    | 8     | 67    | 133   | .253  | .329     | .511     | .840  | 303   | 10       | 3     | 0     | 6     | 5    |
| 1976            | BAL             | 30              | 134   | 558   | 498   | 84    | 138   | 27      | 2       | 27    | 91    | 28    | 7     | 54    | 108   | .277  | .351     | .502     | .853  | 250   | 17       | 4     | 0     | 2     | 7    |
| 1977            | NYY             | 31              | 146   | 606   | 525   | 93    | 150   | 39      | 2       | 32    | 110   | 17    | 3     | 74    | 129   | .286  | .375     | .550     | .925  | 289   | 3        | 3     | 0     | 4     | 4    |
| 1978            | NYY             | 32              | 139   | 581   | 511   | 82    | 140   | 13      | 5       | 27    | 97    | 14    | 11    | 58    | 133   | .274  | .356     | .477     | .834  | 244   | 8        | 9     | 0     | 3     | 2    |
| 1979            | NYY             | 33              | 131   | 537   | 465   | 78    | 138   | 24      | 2       | 29    | 89    | 9     | 8     | 65    | 107   | .297  | .382     | .544     | .926  | 253   | 17       | 2     | 0     | 5     | 3    |
| 1980            | NYY             | 34              | 143   | 601   | 514   | 94    | 154   | 22      | 4       | 41    | 111   | 1     | 2     | 83    | 122   | .300  | .398     | .597     | .995  | 307   | 7        | 2     | 0     | 2     | 15   |
| 1981            | NYY             | 35              | 94    | 382   | 334   | 33    | 79    | 17      | 1       | 15    | 54    | 0     | 3     | 46    | 82    | .237  | .330     | .428     | .758  | 143   | 8        | 1     | 0     | 1     | 2    |
| 1982            | CAL             | 36              | 153   | 621   | 530   | 92    | 146   | 17      | 1       | 39    | 101   | 4     | 5     | 85    | 156   | .275  | .375     | .532     | .907  | 282   | 10       | 2     | 0     | 4     | 12   |
| 1983            | CAL             | 37              | 116   | 458   | 397   | 43    | 77    | 14      | 1       | 14    | 49    | 0     | 2     | 52    | 140   | .194  | .290     | .340     | .630  | 135   | 5        | 4     | 0     | 5     | 5    |
| 1984            | CAL             | 38              | 143   | 584   | 525   | 67    | 117   | 17      | 2       | 25    | 81    | 8     | 4     | 55    | 141   | .223  | .300     | .406     | .706  | 213   | 10       | 3     | 1     | 0     | 7    |
| 1985            | CAL             | 39              | 143   | 541   | 460   | 64    | 116   | 27      | 0       | 27    | 85    | 1     | 2     | 78    | 138   | .252  | .360     | .487     | .847  | 224   | 16       | 1     | 0     | 2     | 12   |
| 1986            | CAL             | 40              | 132   | 517   | 419   | 65    | 101   | 12      | 2       | 18    | 58    | 1     | 1     | 92    | 115   | .241  | .379     | .408     | .787  | 171   | 14       | 3     | 0     | 3     | 11   |
| 1987            | OAK             | 41              | 115   | 374   | 336   | 42    | 74    | 14      | 1       | 15    | 43    | 2     | 1     | 33    | 97    | .220  | .297     | .402     | .669  | 135   | 3        | 4     | 0     | 1     | 0    |
| MLB 통산 : 21년 | MLB 통산 : 21년 | MLB 통산 : 21년 | 2820  | 11418 | 9864  | 1551  | 2584  | 463     | 49      | 563   | 1702  | 228   | 115   | 1375  | 2597  | .262  | .356     | .490     | .846  | 4834  | 183      | 96    | 13    | 38    | 164  |

- 시즌 기록 중 굵은 글씨는 해당 시즌 최고 기록, 빨간 글씨는 미국 프로야구 역사상 최고 기록

## 같이 보기
- 오클랜드 어슬레틱스
- 볼티모어 오리올스
- 뉴욕 양키스
- 캘리포니아 에인절스
- 명예의 전당
- 월드시리즈